# 2402 Satpaev
2402 Satpaev eller 1979 OR13 är en asteroid i huvudbältet som upptäcktes den 31 juli 1979 av den rysk-sovjetiske astronomen Nikolaj Tjernych vid Krims astrofysiska observatorium på Krim. Den har fått sitt namn efter Kanysh Satbayev.
Asteroiden har en diameter på ungefär 7 kilometer och den tillhör asteroidgruppen Flora.